# آسیاب‌آبی ۱ ایاس جان
آسیاب آبی ۱ ایاس جان مربوط به سده‌های متاخر دوران‌های تاریخی پس از اسلام است و در شهرستان سپیدان، بخش بیضا، دهستان بیضا، ۳۰۰ متری جنوب غرب روستای ایاس جان واقع شده و این اثر در تاریخ ۱۸ شهریور ۱۳۸۷ با شمارهٔ ثبت ۲۳۴۱۵ به‌عنوان یکی از آثار ملی ایران به ثبت رسیده‌است.